# Megaloglossus
Megaloglossus és un gènere de ratpenats de la família dels pteropòdids. Conté dues espècies oriündes de l'Àfrica Occidental i Central. Fou considerat un tàxon monotípic fins al 2012, quan se separà M. azagnyi de M. woermanni com a conseqüència d'un detallat estudi molecular i morfològic. Les dues espècies tenen un aspecte molt similar, encara que M. azagnyi és un xic més petit.